# Shamirah Nabadda
Shamirah Nabadda (* 26. September 1991) ist eine ugandische Fußballschiedsrichterin.
Nabadda spielte für den Western United FC in der FUFA Women Elite League, bevor sie in den Jahren 2015 und 2016 als Schiedsrichterin begann. 2018 machte sie ihren Bachelor-Abschluss an der Bp Stuart University.
Seit 2018 steht sie auf der Liste der FIFA-Schiedsrichter und leitet internationale Fußballspiele.
Beim Afrika-Cup 2022 in Marokko leitete sie ein Spiel in der Gruppenphase.
Anfang 2024 wurde Nabadda als Unterstützungsschiedsrichterin für die Olympischen Sommerspiele 2024 in Paris nominiert.